# Gertrude Jekyll (Rose)
Die englische Rose Gertrude Jekyll ist eine öfterblühende, moderne Strauchrose mit einem lieblichen, starken Duft, die David C. H. Austin 1986 aus den Sorten Wife of Bath und Comte de Chambord – einer beliebten Portland-Rose – gezüchtet hat. Sie ist der englischen Gärtnerin Gertrude Jekyll (1843–1932) gewidmet.
Die Farbe von Gertrude Jekyll kann je nach den äußeren Bedingungen etwas variieren, normalerweise blüht sie leuchtend dunkelrosa, kann aber auch heller ausfallen; ihre bis zu 11 cm große Blüte ist dicht gefüllt. Die Blüten erscheinen in Büscheln zu drei bis fünf. Das Laub hat lange, spitze Blättchen und ist graugrün; die Triebe sind stark mit Stacheln besetzt. Die Rose bildet einen stark wachsenden Strauch mit einer Wuchshöhe von gut 1,5 m.
Wegen ihres wundervollen, starken Duftes wurde sie in England in größerem Maßstab angebaut, um daraus ein Parfum zu gewinnen – als erste Rose nach 250 Jahren.